# Agguato al porto nuovo di Mogadiscio
L'agguato al porto nuovo di Mogadiscio avvenne il 15 settembre 1993 tra le aree comprese tra la banchina del molo nord e le alture circostanti il porto della capitale somala, durante la guerra civile somala, e persero la vita due militari italiani della missione internazionale UNOSOM II, poi insigniti della medaglia d'oro al valore dell'esercito. La versione ufficiale dei vertici militari italiani imputò come autori dell'attacco i cecchini somali, ma nel corso del tempo sono stati sollevati diversi dubbi intorno all'esatta dinamica dell'agguato, con particolare riguardo ai possibili mandanti di un attacco non chiaramente riconducibile ai Mooryaan somali.

## Antefatti
La Somalia dal 1986 ad oggi, è teatro di una sanguinosa guerra civile: dal 1986 al 1991, vide la rivolta contro il regime di Siad Barre al potere dal 1969, e con la caduta del dittatore, dal 1991 al 2000 vide fronteggiarsi i signori della guerra locali che, nella fase più cruenta del conflitto (1991-1996) ed avendo come principali antagonisti il presidente ad interim Ali Mahdi e il generale Aidid, portarono nel 1992 il paese in una crisi umanitaria che indusse le Nazioni Unite ad un intervento armato nella regione, concretizzatosi con le missioni UNITAF, UNOSOM I e UNOSOM II, in cui partecipò anche l'Italia.
Il comando centrale dei militari italiani era a Mogadiscio, nella ex ambasciata d'Italia, mentre la base operativa era a Balad, nei pressi della vecchia accademia militare somala, mentre due contingenti più piccoli del Reparto logistico di contingenza (Re.Lo.Co), un nucleo che aveva il compito di ricevere e smistare i rifornimenti dall'Italia venendo anche utilizzato per le scorte dei convogli, erano stanziati all'aeroporto e nel porto nuovo di Mogadiscio; inoltre sulla "via imperiale", la strada che attraversa Mogadiscio costruita durante l'occupazione coloniale italiana, i soldati italiani presidiavano sei checkpoint (Ferro, Pasta, Nazionale, Demonio, Banca, Obelisco).
I militari italiani entrarono fin da subito in buoni rapporti con tutta la popolazione somala, al contrario di altri contingenti che col passare del tempo vennero accusati dai membri della fazione del signore della guerra Mohammed Farah Aidid di favorire l'altra fazione rivale, quella di Ali Mahdi. Spesso, a dire degli italiani, sembrava venire mancare da questi contingenti ONU l'obiettivo umanitario della missione; al contrario l'ONU accusava gli italiani di non obbedire alla coalizione e di aver stretto un accordo segreto con le milizie di Aidid. Ai militari italiani spesso capitava di dover scortare i convogli della coalizione ONU perché questi non fossero attaccati e di risolvere problemi di altri contingenti, in più occasioni riuscendovi senza l'uso della forza. 

### La missione Ibis II
L'atteggiamento tenuto dal contingente italiano ITALFOR, durante la missione Ibis II, sotto gli ordini del generale Bruno Loi fu visto e considerato, dai vertici ONU tra cui Boutros-Ghali e Kofi Annan e dal comando americano della missione UNOSOM, come un non allineamento alla linea da seguire: si pretese un irrigidimento nella missione da parte italiana, e si fecero pressioni al governo italiano perché Loi venisse sostituito al comando della missione.
Dal 5 giugno 1993, giorno in cui le milizie di Aidid attaccarono i caschi blu uccidendo 24 soldati pakistani nella cosiddetta "battaglia della Radio", per i contingenti ONU la Somalia diventava sempre più una zona di guerra. 

### La battaglia del pastificio
Anche per gli italiani la situazione stava cambiando, e la cosiddetta "battaglia del pastificio" del 2 luglio 1993 ne fu la dimostrazione: i soldati italiani, nell'ambito di un rastrellamento, caddero in un'imboscata che causò la morte di tre militari e più di venti che vennero feriti.
Nel frattempo il generale Bruno Loi, comandante del contingente italiano, fu sostituito a fine mandato dal generale Carmine Fiore che assunse il comando delle operazioni italiane agli inizi di settembre.
Le pressioni dell'opinione pubblica internazionale, unita alla fine del sistema politico italiano della Prima Repubblica, portò il già debole governo Ciampi a cedere di fronte ai continui richiami dell’ONU. In quei giorni di metà settembre 1993, in ormai aperta polemica con l'ONU, i reparti italiani era impegnati nel trasloco nella base di Balad, a circa ventiquattro chilometri a nord della capitale somala.
A Mogadiscio rimasero solo 315 degli oltre 2 600 soldati italiani, di cui ne erano in servizio 45 al porto nuovo, in un'area nella parte sud della capitale; le zone limitrofe al porto erano sotto il controllo dei miliziani di Aidid.
La responsabilità e la sicurezza di detta area era sotto il controllo del contingente degli Emirati Arabi Uniti, che aveva il presidio presso il checkpoint "Porto nuovo" e alcune postazioni nei piani alti dell'ex prigione di Mogadiscio, le cui mura confinano tuttora a ridosso della delimitazione del molo nord del porto della città.

## Mogadiscio: 15 settembre 1993

### L'evacuazione dei checkpoint
La mattina del 15 settembre fu dato l'ordine di smobilitare per le ore 12:00 i checkpoint italiani e conseguentemente scoppiarono scontri nella parte nord della città che fino a quel momento era stata relativamente tranquilla. La situazione più drammatica si registrò nuovamente al checkpoint "Pasta" che fu abbandonato ventiquattro minuti prima l'orario indicato: già dalle 11:37 il posto di blocco non esisteva materialmente più, poiché fu saccheggiato dalla folla inferocita che depredò anche tutti i trinceramenti di sacchetti di sabbia, tutte le lamiere che coprivano le baracche e le stesse baracche.
Altri scontri si registrarono anche ai Checkpoint Banca e Obelisco passati sotto il controllo pachistano da quello italiano. La situazione più sotto tranquilla fu al checkpoint Ferro passata dal controllo italiano a quello malese.
La violenza non risparmiò nemmeno l'enorme quartiere generale in Somalia dell'ONU, colpito da bombe di mortaio e causando il ferimento di 11 persone tra cui norvegesi, americani, pachistani e somali.

### L'agguato al porto nuovo
La sera del 15 settembre 1993 alle 19:20 circa quattro paracadutisti italiani, il caporale Giorgio Righetti, il caporale Rossano Visioli, il caporale Nicola Sforza e il paracadutista Christian Baldassin, rimasero vittima di un agguato mentre si trovavano liberi dal servizio e praticavano jogging con le magliette verdi dell'esercito, sulla banchina del molo nord del porto di Mogadiscio nelle aree sotto il controllo militare interforze dei contingenti UNOSOM.
Alcuni cecchini somali appostati sulle alture adiacenti che guardano il porto, in prossimità della quale si ergeva l'ex prigione centrale di Mogadiscio (di fianco all'ospedale Giacomo De Martino), fecero fuoco sul gruppo di parà, uccidendo i paracadutisti Righetti e Visioli.

Rossano Visioli

Non fu mai chiarita l'esatta dinamica dei fatti, in particolare da chi avrebbe iniziato l'azione di fuoco. Tra le varie ipotesi, s'ipotizzò che la sparatoria fosse iniziata tra somali armati e caschi blu degli Emirati Arabi, che controllavano il lungomare e avevano uomini appostati sul tetto del carcere. Di certo è che i quattro parà, uno accanto all'altro, arrivarono di corsa in fondo al molo nord e svoltarono tenendo il muro perimetrale sulla destra, e quando giunsero al centro della banchina udirono degli spari provenire da dietro. Scapparono sulla sinistra cercando riparo tra alcuni veicoli dei contingenti UNOSOM parcheggiati lungo la banchina del molo, ma rimasero sotto il tiro continuo e si susseguirono ulteriori spari e raffiche che investirono Righetti e Visioli.
Visioli, ferito da un colpo al petto che gli aveva perforato un polmone, cadde a terra chiedendo aiuto, Righetti nel prestargli soccorso morì sul colpo colpito da un proiettile alla nuca e da un secondo al polpaccio. Sforza rimase al riparo nascosto tra i veicoli, mentre Baldassin uscì di corsa allo scoperto per chiedere aiuto al comando italiano distante circa cinquecento metri.
Alle 19:25 un automezzo del contingente pakistano dell'UNOSOM passò sul luogo della sparatoria senza fermarsi in soccorso. Secondo la versione ufficiale la pattuglia pakistana incaricata del controllo dell'interno del porto non intervenne in quanto probabilmente impegnata nell'ispezione di aree distanti dal luogo della sparatoria. Sforza in seguito riferì: «Quei soldati mi hanno guardato in faccia. Hanno visto i corpi di Righetti e Visioli in mezzo alla banchina. Eppure hanno proseguito senza darci una mano».
Allertati da Baldassin, i primi soccorsi arrivarono dai colleghi del Reparto Logistico di Contingenza (RE.LO.CO.): alle 19:30 quattro paracadutisti italiani in assetto da combattimento giunsero sul posto facendo fuoco in direzione di un ex mattatoio, situato su una collinetta all'esterno del porto nuovo. Raggiunsero i corpi dei due soldati cercando di recuperarli, ma ne seguì un altro scontro perché dal mattatoio risposero al fuoco. Qualche minuto dopo si affiancò agli italiani anche un nucleo appiedato di militari americani, e in quel momento dalla postazione presidiata da militari degli Emirati Arabi, che era in posizione predominante, fecero fuoco.
Nel frattempo affluirono nella zona dell'agguato quattro distaccamenti operativi del Battaglione "Col Moschin" montati su autoblindo, due dei quali portarono ulteriore soccorso al ferito fornendo sicurezza ai propri connazionali, mentre gli altri due procedettero all'aggiramento a largo raggio per il rastrellamento della postazione somala. Nel corso di tale azione, nei pressi dell'ospedale Martini un nucleo statunitense schierato a presidio della zona aprì involontariamente il fuoco contro i reparti italiani intervenuti, che ripiegavrono senza danno facendosi successivamente riconoscere.
Nella confusione di quei momenti, pare anche che un elicottero Bell AH-1 Cobra americano abbia sparato su una ambulanza italiana che correva a portare soccorso.
Gli spari cessarono e il tenente medico Santino Severoni giunto sul posto praticò le cure d'emergenza in attesa dell'elicottero italiano chiamato a trasportare Visioli all'ospedale svedese. L'elicottero arrivò alle 19:50, ma il paracadutista morì durante il trasporto.
Nei rapporti scritti dai militari, nelle ore successive all'agguato, furono lasciati pochi dubbi sugli autori dell'azione: «L'uccisione è avvenuta quasi certamente a opera di cecchini somali guidati da fazioni che hanno interesse, in Somalia, a creare scompiglio e insicurezza nelle forze Unosom». Il ministro della Difesa di allora, il socialista Fabio Fabbri, fu più esplicito: «Una tragica fatalità. Righetti e Visioli, vittime di colpi isolati, sparati da cecchini somali».
Il governo italiano criticò l'uso eccessivo della forza militare in Somalia da parte delle truppe delle Nazioni Unite sotto comando americano, asserendo che questi avevano creato un clima tensione e di continui sanguinosi scontri. Fabbri ritenne anche che la tragedia fu causata da una fatalità e che i due parà non furono uccisi in quanto "italiani": dal momento che i soldati non indossavano l'uniforme italiana, il ministro ritenne che l'azione volesse colpire i caschi blu in modo casuale, o che gli italiani furono presi per soldati americani.
Il 17 settembre il tenente colonnello Mario Righele, comandante del Reparto logistico di contingenza (RE.LO.CO.) delle truppe italiane, venne sostituito dal tenente colonnello Gilberto Paglialonga.

### Rivalutazioni sulla dinamica dell'agguato

Aeroporto di Mogadiscio, 16 settembre 1993. Le salme dei parà italiani, Rossano Visioli e Giorgio Righetti, ricevono gli onori militari, prima del rimpatrio.

Il giornalista del Corriere della Sera Massimo Alberizzi, inviato come corrispondente a Mogadiscio, si trovava con Ilaria Alpi all'Hotel Sahafi e fu tra i primi a dubitare della versione ufficiale, raccontando di aver intercettato le conversazioni radio dei militari italiani che chiedevano aiuto e riferivano di essere sotto il "fuoco amico" di militari arabi o americani.
Il generale Cesare Pucci, che dal 1992 diresse il Servizio Informazioni di Sicurezza Militare (SISMI) per due anni, all'audizione della Commissione parlamentare d'inchiesta sul caso Alpi-Hovratin, escluse l'incidente parlando di delitto volontario da parte di militari malesi e dell'UNOSOM.
Altri dubbi sorsero perché le salme di Rossano Visioli e Giorgio Righetti, uccisi di mercoledì, furono rimpatriate a Pisa dove il venerdì seguente vennero svolti i funerali. L'autopsia non venne eseguita e il primo referto medico, datato 17 settembre, per Visioli parlò di un solo colpo all'emitorace destro; solo il 13 dicembre, dopo ulteriori accertamenti, l'istituto di medicina legale dell'ospedale militare di Livorno aggiunse l'indicazione di un colpo al cranio.
Rimane inspiegata la passività degli altri contingenti caschi blu presenti nell'area del porto (indiani, pakistani, emiratini) e dei poliziotti somali.
I documenti della Commissione parlamentare d'inchiesta sul caso Alpi-Hrovatin, tra cui documenti sulle morti di Visioli e Righetti, in parte sono stati desecretate e sono di dominio pubblico; parte delle sedute si sono invece svolte in seduta segreta e sono ancora classificate come riservate.

## I caduti: Giorgio Righetti e Rossano Visioli
Giorgio Righetti, figlio di Francesco e di Maria del Carmen Figueroa, era nato l'11 luglio 1973 a Viña del Mar in Cile, dove aveva studiato e si era dedicato al nuoto a livello agonistico. Era il più piccolo di quattro fratelli e si trasferì con la famiglia in Italia a Marina di Carrara, ma nel 1988 suo padre Francesco morì prematuramente, lasciando Giorgio, Renzo, Sandro e Aldo Antonio con la madre.
Rossano Visioli era nato a Casalmaggiore (in provincia di Cremona) il 10 maggio 1973, figlio di Bruno e Clementina. Secondo di tre figli, Nadia sorella maggiore e Ilaria la minore, era cresciuto nel suo paese natale dove aveva svolto la professione di tipografo e praticato il culturismo a livello dilettantistico fino al 1992. Nel 1991 fu di grande aiuto e sostegno a suo cugino Andrea Devicenzi, oggi noto atleta italiano di paratriathlon, a superare il trauma psicologico e fisico subito dall'amputazione della gamba sinistra a causa ad un drammatico incidente, avvenuto alla fine dell'estate del 1990, e che ancora oggi riconosce il contributo di Rossano con gratitudine.
Entrambi nel 1992 erano partiti per prestare il servizio militare presso la Scuola Militare di Paracadutismo (S.Mi.Par.) di Pisa. Vennero promossi caporali in quanto accettarono la rafferma trimestrale al termine del servizio di leva.
Nel maggio 1993 vennero invitati a prendere parte come volontari alla missione italiana di pace in Somalia (Missione Ibis II), nel quadro dell'intervento promosso dall'ONU (UNOSOM II) per porsi tra le fazioni in guerra come cordone umanitario, cercando di proteggere e distribuire gli aiuti umanitari e tentare di porre fine alla sanguinosa guerra civile in corso. Righetti arrivò in Somalia il 6 giugno 1993, mentre Visioli il 24 dello stesso mese. Entrambi erano in forza al Re.Lo.Co con base nel porto nuovo di Mogadiscio sotto il comando del tenente colonnello Mario Righele.
Qualche giorno prima dell'agguato che li ucciderà, furono inizialmente assegnati a una scorta convogli per un viaggio a Bulo Burti, ma il giorno della partenza del convoglio furono sostituiti ed inviati a Balad a circa 30 km da Mogadiscio.
Ai funerali, che si svolsero nel Duomo di Pisa alla presenza di oltre diecimila persone nella piazza antistante, vi furono forti polemiche e contestazioni contro il presidente del senato, Giovanni Spadolini, e il presidente della camera, Giorgio Napolitano, al loro arrivo.
Il Comune di Casalmaggiore ha dedicato una via del paese e un cippo commemorativo in pietra a Rossano Visioli, mentre il Comune di Carrara una targa commemorativa in marmo a Giorgio Righetti.

## Onorificenze conferite
Con i decreti del Presidente della Repubblica del 5 settembre 1995 sono state conferite le seguenti ricompense al valore dell'Esercito con le seguenti motivazioni:

### Medaglia d'oro al valore dell'esercito
- C.le Giorgio Righetti nato l'11 luglio 1973 a Viña del Mar (Cile).

- C.le Rossano Visioli nato il 10 maggio 1973 a Casalmaggiore (Cremona).

### Medaglia d'argento al valore dell'esercito
- Mar. ord. Emanuele Cavacini, nato il 10 maggio 1963 a Roma.

### Medaglia di bronzo al valore dell'esercito
- Mar. ord. Dario Valentino, nato il 27 ottobre 1957 a Pinerolo (Torino).

- Serg. magg. Marco Sodi, nato il 13 luglio 1962 a Pisa.

- C.le Alexander Jesus Nico, nato il 25 dicembre 1968 a Victoria (Brasile).

- C.le Nicola Sforza, nato il 3 gennaio 1973 a Milano.

- Par. Christian Baldassin, nato il 6 novembre 1973 a Treviso.

### Libri
- Bruno Loi, Peace-keeping, pace o guerra?: una risposta italiana: l'operazione Ibis in Somalia, Vallecchi, 2004 - ISBN 8884270413, 9788884270412
- Claudio Pacifico, Somalia: ricordi di un mal d'Africa italiano, Edimond, 1996
- Giorgio e Luciana Alpi, L'esecuzione: inchiesta sull'uccisione di Ilaria Alpi e Miran Hrovatin, Kaos, 1999 - ISBN 887953078X, 9788879530781
- Nino Arena, I Paracadutisti: Storia, Cronaca, Immagini Del Paracadutismo Militare Italiano, E.Albertelli, 1996 - ISBN 8885909698, 9788885909694
- Ruggero Stanglini, Operazione Somalia, 1992-94, EDAI, 1994
- Ranieri Tallarigo, L'Italia all'ONU, 1993-1999: gli anni con Paolo Fulci : quando la diplomazia fa gioco di squadra, Rubbettino, 2007 - ISBN 8849818637, 9788849818635
- Michele Serra, Il grande libro delle amache, Feltrinelli, 2017 - ISBN 8858830911, 9788858830918
- Massimiliano Giannantoni, Paolo Volterra, L’operazione criminale che ha terrorizzato l’Italia. La storia segreta della Falange Armata, Newton Saggistica, 2014, ISBN 9788854163171
- Andrea Devicenzi, Credere all'impossibile: Una storia personale che dimostra quanto il carattere e il comportamento possano cambiare una vita, Homeless Book, 2021 - ISBN 9788832762327

### Altre pubblicazioni
- A.N.P.D.I. di Cremona e Mantova, Rossano Visioli: Come folgore dal cielo, 2014
- Civitas, Volume 44 - Rivista di studi politici, Edizioni Civitas, 1993